# Colletes dimidiatus
Colletes dimidiatus là một loài Hymenoptera trong họ Colletidae. Loài này được Brullé mô tả khoa học năm 1840.

## Hình ảnh

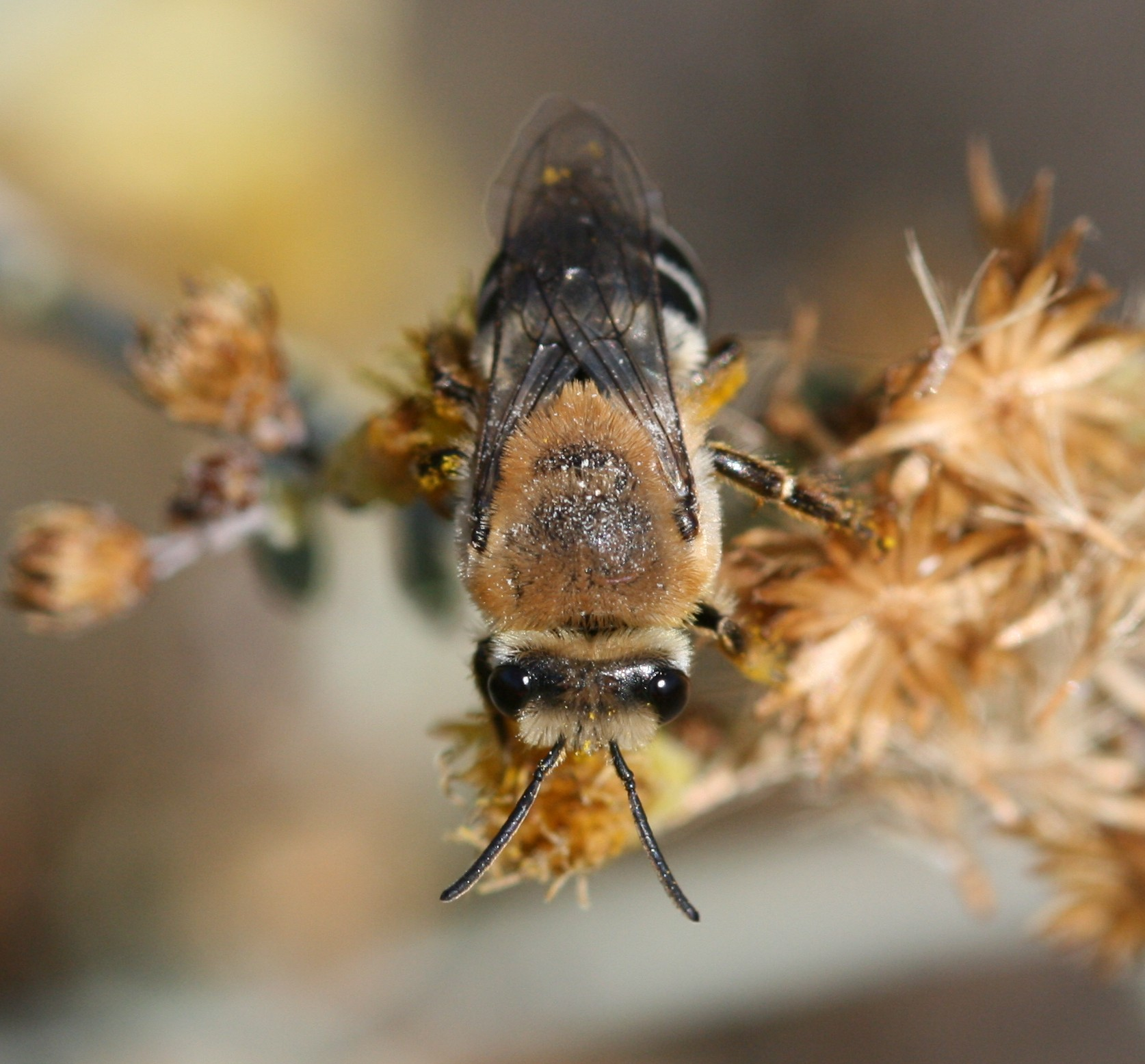